# Обуховський Іван Денисович
Іва́н Дени́сович Обуховський (* 25 липня 1924 — 10 січня 1989) — Герой Радянського Союзу (1944), у роки німецько-радянської війни рядовий 29-го стрілецького полку 38-ї стрілецької дивізії 40-ї армії Воронезького фронту.

## Життєпис
Народився в селі Розсоші (нині Великописарівський район, Сумська область України) селянській родині. Українець. Здобув початкову освіту, працював в колгоспі.
У рядах Червоної армії з серпня 1943 року, з вересня — на передовій. Воював на Воронезькому та 1-у Українському фронтах, чотири рази поранений.
В ніч на 23 вересня 1943 року рядовий Іван Обуховський подолав Дніпро в складі штурмової групи біля села Григорівка (Канівський район), до підходу підкріплення в бою за плацдарм на правому березі вбив до 30 гітлерівців.
12 жовтня того ж року в бою замінив вибулого із строю командира взводу та підняв бійців в атаку, під час якої оволоділи ворожою траншеєю.
10 січня 1944 року Президія ВР СРСР «за мужність та відвагу, проявлені в боях з фашистськими загарбниками під час форсування Дніпра та утримання плацдарму на правому березі» присвоює йому звання Героя Радянського Союзу з врученням ордена Леніна та медалі Золота Зірка за номером 8163. Також був нагороджений орденом Вітчизняної війни 1 ступеню та медалями.
1944 року демобілізований з лав армії за станом здоров'я. Жив в своєму селі, працював в колгоспі. Похований там же.

## Джерело
- Герои Советского Союза: Краткий биографический словарь / Пред. ред. коллегии И. Н. Шкадов. — М. : Воениздат, 1988. — Т. 2. — 863 с. с. — 100 000 прим. — ISBN 5-203-00536-2. (рос.)
- Інформація про нагороди І. Д. Обуховського на сайті «Подвиг народа» [Архівовано 1 січня 2021 у Wayback Machine.] (рос.)